# Admira Thunderpussy
Adam Risberg, conocido por el nombre de Admira Thunderpussy, es una artista y drag queen sueca, que ganó la primera temporada de Drag Race Suecia. Risberg actualmente reside en Estocolmo.

## Filmografía

### Televisión
| Año  | Título                         | Papel      | Notas                             |
| ---- | ------------------------------ | ---------- | --------------------------------- |
| 2023 | Drag Race Suecia (temporada 1) | Ella misma | Ganadora                          |
| 2023 | Drag Race Suecia: Untucked     | Ella misma | Ganadora                          |
| 2023 | Nyhetsmorgon                   | Ella misma | Invitada                          |
| 2023 | Premios Grammis 2023           | Ella misma | Presentadora premio a mejor letra |

### Series web
| Año  | Título      | Papel      | Notas    |
| ---- | ----------- | ---------- | -------- |
| 2023 | Paradrätten | Ella misma | Invitada |
| 2023 | Nyheter24   | Ella misma | Invitada |

## Discografía
| Año  | Título                                        |
| ---- | --------------------------------------------- |
| 2023 | «Every Queen» con el cast de Drag Race Suecia |

## Premios
- Drag del año en la QX Gaygalan, 2018
- Drag Race Suecia, 2023

| Predecesora: - | Ganadora de Drag Race Suecia 2023 | Sucesora: - |